# Zemlja
Zemlja, fue un término utilizado en los Balcanes durante gran parte de la Edad Media como una unidad en la división estatal político-territorial, basada en la jerarquía social feudal, el control administrativo local y la distribución feudal de la tierra. Era la unidad administrativa más grande, que constituía un estado feudal entre los pueblos eslavos del sur de los Balcanes en ese momento, Bosnia, Croacia, Montenegro (Zeta) y Serbia. Se sabe que el mismo término se usó entre otras naciones eslavas de la Europa medieval, a saber, polacos y rusos, que lo llamaban Zemlya, Ziemlia o Ziemia, y aunque tiene un significado y significado similares, no es el mismo.

## Antecedentes
En el caso del Estado medieval bosnio, los esquemas básicos de la organización político-territorial del Estado feudal en las áreas a las que se había expandido eran: zemlja (tierra), župa (parroquia), seoska općina (municipio aldeano) y vlastelinstvo (señorío). Hasta cierto punto, esta división probablemente estuvo influenciada por la administración bizantina anterior , y además por las relaciones socioeconómicas específicas entre las poblaciones migrantes eslavas y los pueblos indígenas, es decir, los ilirios romanizados, desde la Edad Media llamados valacos. Es significativo que ya en el siglo X, los caciques en los territorios vecinos a Bosnia tenían títulos oficiales bizantinos, y que en el esquema zemlja-župa-aldea , se pudiera observar una organización militar del sistema del diezmo. Esta división puede definirse como el sistema socioeconómico de transición o democracia militar, así como la organización administrativa y política de las tierras fronterizas del Imperio bizantino.

## Historia de la organización
La zemlja es una unidad político-territorial compuesta por un promedio de 10 župas, generalmente de 7 a 12. En épocas anteriores, las zemljas estaban estrechamente organizadas y mostraban regularmente un grado de independencia política. Con el tiempo, esta independencia disminuyó y las zemljas entraron en las filas de comunidades políticas más grandes, mientras que, al mismo tiempo, el feudalismo disolvió su organización política, de modo que solo permanecieron el nombre geográfico y la terminología. Además de la forma más común de dependencias jerárquicas, las otras formas de interrelaciones eran la independencia política completa o, más a menudo, un paralelismo, así, por ejemplo, las zemljas, y lo mismo puede decirse de las župas, en ciertas condiciones históricas, existían como una parte independiente de la unión estatal más amplia, o como un término geográfico generalmente reconocido. Por otro lado, los municipios-aldeas y los señoríos, solo podían mostrar paralelismo como máximo, pero también superponerse en el aspecto de la gobernación entre sí. A la cabeza de las zemlja estaban los gobernantes hereditarios con el título de knez, vojvoda (duque), ban o rey, y en el caso de títulos extranjeros también župan o dominus.
Los historiadores, aunque con cautela, señalan el paralelismo entre las zemljas y las llamadas sclavinia s en la costa oriental del mar Adriático, pero con menos cautela el hecho de que la aparición de las sclavinias y las primeras zemljas feudales coincide en gran medida con la división administrativa del Imperio romano tardío. Al examinar las fuentes históricas, los historiadores concluyeron que la organización política de las zemlja s se desintegró con el tiempo y su fuerza se erosionó por la creación de formaciones estatales más grandes y/o por la formación de nuevas óblasts feudales (trad. regiones feudales).

### Zemlja Bosna
De todas las demás zemljas que formaban parte del Estado bosnio, la Zemlja Bosna era la única claramente definida política, geográfica y temporalmente. Se organizó como zemlja en el siglo X y siempre ha conservado cierta individualidad dentro del posterior y más desarrollado Estado medieval bosnio.

### Donji Kraji
El territorio de Donji Kraji (lit. Extremos Inferiores) en cuanto a tamaño y organización se corresponde exactamente con la fisonomía de una zemlja feudal temprana. Durante toda la existencia del estado bosnio medieval, esta zona tiene su propia organización política, lo que significa que regularmente figura en el título de gobernantes, los representantes de Donji Kraji son muy activos en el consejo nobiliario estatal (stanak) y toda la zona está gobernada por un knez, más tarde un duque. El propio término Donji Kraji (Extremos Inferiores) parece haber sido creado por necesidad (a falta de otro nombre mejor o más antiguo) y que la organización de esta zona se desarrolló solo después de la absorción por el estado bosnio.

### Humska zemlja
Humska zemlja o Hum era una tierra conocida desde la Alta Edad Media como Zahumlje, sin embargo, cuando la mayor parte del territorio de Hum pertenecía a Bosnia, la organización política de Zahumlje en su conjunto ya había sido destruida. Desde principios del siglo XIV, todo el territorio de Hum era parte del estado bosnio, el nombre aparece en el título gobernante (el ban Esteban II es incluso el knez formal de Hum), en el consejo de estado se sentaban los nobles "de Hum". El duque Stjepan Vukčić llevaba el título de "señor de la tierra de Hum", pero esto es algo completamente diferente en contenido. En el siglo XIV, toda la zona entre el Neretva y el Cetina fue anexada al estado bosnio, lo que representa toda la parte terrestre de la antigua "tierra" de los narentinos. La organización política de esta área ya estaba liquidada cuando el estado bosnio se expandió allí, pero se puede notar que incluso en el siglo XV el recuerdo de la antigua entidad política no desapareció por completo. Es significativo que la noble familia Radivojević intentara unir esta zona en un único territorio feudal en la segunda década del siglo XV. En la segunda mitad del siglo XIV, toda la zona de la antigua "tierra" de Travunija (Trebinje) pasó a formar parte de Bosnia. Sin embargo, la organización política de esta zemlja ya estaba tan fragmentada en aquella época que no aparecía en los títulos de los gobernantes ni en ninguna otra forma durante todo el período del Estado bosnio ni después. Sólo queda un contenido geográfico, y es el que se encuentra únicamente en la comprensión de la población (circundante) de las zonas más cercanas.

### Usora
Usora fue otra importante región feudal (zemlja) del estado bosnio medieval. La sede administrativa de esta región feudal era Srebrenik, que también sirvió como residencia para sus gobernantes durante todo el período de existencia del estado bosnio medieval. Tomó su nombre del río Usora. En el siglo XIV, la región de Usora absorbería la vecina región de Soli.
Usora se había unido a Bosnia como una unidad político-territorial ya formada de rango aproximado de zemlja y había entrado en el título de gobernantes bosnios, y si bien siempre conservó cierta individualidad, también amplió su volumen dentro de Bosnia a expensas de otras regiones, a saber, Soli y el Bajo Podrinje. Sus representantes participaron constantemente en el trabajo del stanak, y el factor unificador era la posición del duque de Usora.

### Soli
Soli o Só era una zemlja situada en la actual Bosnia y Herzegovina del norte, centrada alrededor de la ciudad de Tuzla. Inicialmente, una župa eslava, el condado de Soli se convirtió en una parte integral de la Bosnia de Kulin y más tarde tanto del Banato de Bosnia como del Reino de Bosnia. El significado del nombre es "sales". Con la llegada del Imperio otomano alrededor de 1512, los nombres de los pueblos "Gornje Soli" y "Donje Soli" se tradujeron a "Memlehai-bala" y "Memlehai-zir", que literalmente significan Salinas Superior e Inferior, respectivamente. La zemlja de Soli finalmente se incorporará a zemlja de Usora en el siglo XIV. Antes de que eso sucediera, Soli estaba especialmente organizada en el período feudal temprano. Como tal, entró en el título de los gobernantes bosnios, pero en algún momento de la primera mitad del siglo XIV se fusionó completamente con Usora. Aparte del nombre y solo el territorio aproximado, no sabemos nada sobre la organización de esta zemlja.

### Otros ejemplos
Podgorje es otra zona que, en su conjunto, formaba parte del Estado bosnio. Tenía, al menos ocasionalmente, una organización política y un tamaño que correspondían a la fisonomía de una zemlja. Se trata de una zona montañosa, situada entre las zemlja de Bosna, Hum, Zeta y Drina. Sólo unos pocos datos de la Crónica del Preste de Doclea hablan de la organización política especial de Podgorje, pero la antigua individualidad política ha dejado su huella en las características étnicas y folclóricas de la población. En cualquier caso, en el momento de su incorporación al Estado bosnio, Podgorje, como entidad político-administrativa, ya no existía.
Formalmente, es decir, en cuanto a los nombres y la concreción de las áreas, algunas otras regiones del estado bosnio recordaban a las zemlja. En realidad, se trataba de formas de transición entre las zemlja feudales tempranas y las "áreas feudales", aunque por su carácter y su época pertenecen al feudalismo desarrollado. Se trata de áreas comprendidas entre 3 y 5 župa. Representaban entidades geográficas y políticas y la existencia de nombres establecidos indica una edad algo más antigua. Tales eran las áreas de Drina en la cuenca alta del río Drina, Podrinje en el área del río Drinjača y Završje, que abarcaba los campos kársticos de la actual Bosnia suroccidental (Duvno, Livno, Glamoč y quizás Grahovo). El Drina se conoce desde al menos el siglo XI, pero no se puede decir cuándo se formó en un área más amplia de al menos 4-5 župas. Herceg Stjepan Vukčić llevaba el título de knez de Drina, y el término étnico Drinjak para los habitantes de esta zona en el Alto Drina todavía se usa (Podrinjac para el curso medio e inferior del Drina), separando claramente a los habitantes de esa región de los bosnios o herzegovinos. Podrinje también entró en el título de los gobernantes bosnios, y en el período feudal, una zona feudal específica de la familia noble Trebotić-Dinjičić-Kovačević se organizó en esta área.